# 구법당
구법당(舊法黨)은 북송(北宋) 왕안석(王安石)과 채경(蔡京) 등의 신법당(新法黨)에 반대한 보수파(保守派)를 말한다. 신종(神宗)에게 신임을 받은 왕안석이 시행한 신법은 대지주·호상·관료의 이익에 반하는 것이었기 때문에, 사마광(司馬光) 등은 구법당을 결성하여 크게 반대했다. 구법당은 신종 다음의 철종(哲宗) 때에 일시 정권을 잡았으나 그 후 휘종(徽宗) 시기에 이르러 신법당의 채경이 재상이 되었을 때에 큰 탄압을 받아 세력이 쇠퇴하였다.

## 같이 보기
- 구양수
- 사마광
- 왕안석